# جين كيلي (رسامة)
جين كيلي (بالإنجليزية: Jane Kelly)‏ هي رسامة بريطانية، ولدت في 7 مايو 1956 في Charlton, London ‏ في المملكة المتحدة.

## معرض صور

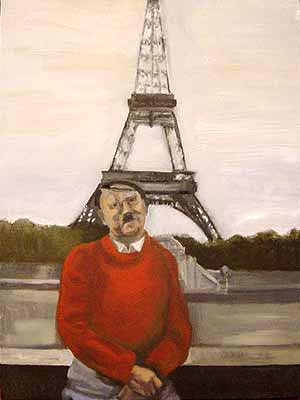
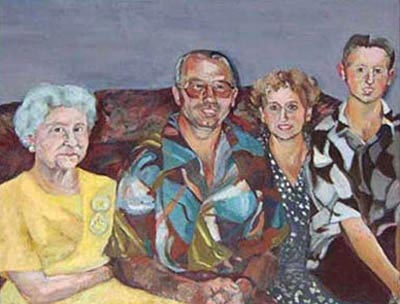
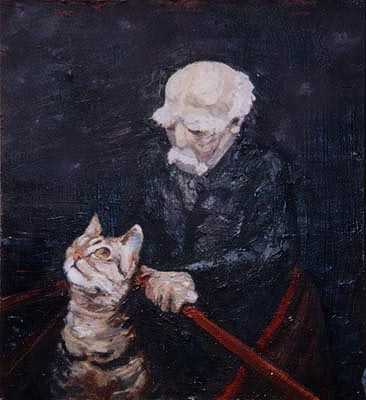
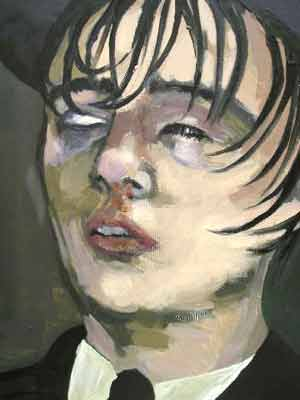